# Profilgrat
Profilgrat är en bergstopp i Antarktis. Den ligger i Östantarktis. Nya Zeeland gör anspråk på området. Toppen på Profilgrat är 2 291 meter över havet.
Terrängen runt Profilgrat är kuperad västerut, men österut är den bergig. Terrängen runt Profilgrat sluttar österut. Trakten är obefolkad. Det finns inga samhällen i närheten.